# Cad Entogodof
Cad Entogodof är en ö i Eritrea. Den ligger i den nordöstra delen av landet, 120 km nordost om huvudstaden Asmara.